# Божидар Пешев
Божидар Пешев (Скопље, 9. јануар 1946) савремени је српски писац, библиотекар, новинар, преводилац и инжењер исплаке. Члан је Удружења књижевника Србије и почасни члан оснивач Удружења за културу, уметност и међународну сарадњу „Адлигат“ у којем се налази његова библиотека и архива.

## Биографија
Божидар Пешев рођен је 9. јануара 1946. године у Скопљу, од оца Јордана, адвоката, и мајке Елвире, преводиоца немачког и француског језика. У марту исте године породица долази у Београд, где су му родитељи живели пре Другог светског рата. Основну школу и гимназију завршио је у Београду. Након тога и Вишу педагошку школу (енглески језик и књижевност) и Филозофски факултет (етнологија), на којем је и магистрирао. У Хјустону (САД) завршио је Школу за инжењере исплаке.

Пешев је песник, романописац, драмски писац, писац уметничких бајки, прича, хумориста, сатиричар, преводилац и критичар. Књижевношћу се бави преко четрдесет година, али је прву књигу објавио доста касно, тек 1991. године, под насловом „Мала башта песама”. До тада су његове песме и приче објављиване у емисијама „Весели уторак“ и „Добро јутро децо“ Радио Београда, у часописима за децу „Змај“, „Тик так“, „Тежак“, „Политика за децу“.
Радио је као наставник, новинар, предавач на курсевима енглеског језика, културни аниматор у Народном позоришту, самостални стручни преводилац, инжењер исплаке, директор Дома културе у Рипњу, виши библиотекар у библиотеци „Доситеј Обрадовић“ у Београду. 
Божидар Пешев је члан Удружења књижевника Србије и почасни члан оснивач Удружења за културу, уметност и међународну сарадњу „Адлигат“ у Београду. Удружењу „Адлигат” поклонио је целу своју библиотеку и архиву, архиву и збирку филателије свог оца Јордана и архиву Васке и Алека Марјана.
Живи и ради у Београду.

## Дела (библиографија)

### Објављене књиге
- Мала башта песама (песме за децу, 1991)
- Зу-легенде или сањар-приче (приче за децу, 1993)
- Испод свиленог плашта (песме за децу, 1994)
- Најлепше речи (песме за децу, 1994)
- Стаклена лопта (роман за децу, 1996)
- Одрастање до смрти (роман, 1997)
- Чуварприча и његово благо (приче за децу, 2000)
- Сећања (песме, 2000)
- Легенда о Водгори (роман за младе, 2000)
- Чаролије и враголије (песме за децу, 2003)
- Књигочувар у контејнеру (сатира под псеудонимом Стефан Ј. Божић, 2003)
- Чувари планете Акраш (роман за децу, 2006)
- С неба (басне, 2008)
- Бисер приче и легенде (приче и легенде, 2009)
- Премрежавања (песме, 2010)
- Пчела на шљивином цвету (хаику и друге песме, 2011)
- Кашика и дуга (поезија, 2013)
- Необичан дан (недовршена прича за децу, 2013)
- Магарећа симфонија (афоризми, сатира, мисли, 2015)
- Зима у Прованси (роман, 2015)
- Кад је гуска била крушка (мешвита књига за децу, 2015)
- Приче из чаробне земље (приче за децу, 2017)
- Путевима сновиђења (поезија, 2017)
- Звездане птице (поезија за децу, 2018)
- Кристална долина (приче за децу, 2018)[3]

### Позришни комади
- Дамски гамбит (дуодрама, 2015–2016)
- Клацкалица (комедија, 2016, 2017)
- Он она и ја (мелодрама, 2017)

### Позоришни комади за децу и младе
Позоришни комади били су на репертоарима позоришта.
- Заробљено сунце (Мало позориште „Душко Радовић“ од 1991. до 2000, 135 извођења)
- Вилењакова шума (Позориште „Палчица“, сезона 1993/94, 35 извођења)
- Бајка о златној лопти и џиновском патуљку (Позориште „Палчица“, сезона 1993/94, 35 извођења)
- Сеоске свезналице (у сарадњи с Љиљаном Стојановић, Позориште „Палчица“, сезона 1993/94, 30 извођења)

### Монодраме
- Зашто цар Тројан има козје уши (монодрама, Змајеве дечје игре и ТВ Нови Сад, 2000)
- Девојчица и сенка (монодрама, Змајеве дечје игре и ТВ Нови Сад, 2002)
- Девојчица и лаж (монодрама, Змајеве дечје игре и ТВ Нови Сад, 2004)

### Остало
- Мале драмске форме за емисију „Добро јутро децо“ Радио Београда, 2004, 2011–2015, 2017, 2018.[4]
- Заступљен у „Даници” за младе Вукове задужбине од броја два па све до броја једанаест, од 2010. до 2019. године.

Пешевљева дела заступљена су у антологијама поезије, прозе, афоризама за децу и одрасле, у Буквару, листовима, часописима и електронским издањима штампаних књига.